# Тино Крупала
Тино Крупала (Вајсвасер, 14. април 1975) немачки је политичар Алтернативе за Немачку. 
Године 2017. изабран је као народни посланик за изборну јединицу Герлиц у немачком Бундестагу.
У новембру 2019. номинован је Александар Гауланд да га замени на месту копредседавајућег и касније изабран на ту функцију. Од 2019. Крупала је председник и водећи портпарол АфД-а.

## Биографија и каријера
Тино Крупала рођен је као син ЦНЦ механичара и одрастао је у Краушвицу у Горњој Лужици (округ Вајсвасер у округу Котбус) у Источној Немачкој. Након завршене средње школе 1991. године, Крупала је завршио стручну обуку за молера до 1994. године. Затим је одрадио своју алтернативну услугу у Вајсвасеру. Од 2000. до 2003. похађао је мастер школу у Герлицу и Дрездену. Године 2003. положио је мајсторски испит у Занатској комори и основао сопствену фирму за фарбање и лакирање.
1. марта 2020. године непознате особе су му запалиле аутомобил. Тај чин осудио је неколико највиших политичара из разних странака. Он је задобио лакше повреде док је покушавао да угаси аутомобил. Он је напад назвао директним нападом на његову породицу који је превазишао све замисливе границе политичке дебате.
Унутар странке Крупала се назива „четка“ у односу на његову обучену професију. Добио је свој други надимак "Мали Тино" због навода о лошем руководству.
Крупала је ожењен и има троје деце.